# Solarpark Finsterwalde
Solarpark Finsterwalde er et solkraftværk baseret på solcelleteknologi ved Finsterwalde, Landkreis Elbe-Elster i Brandenburg. Projektet er realiseret af den kinesiske fotovoltaik-producent LDK Solar og tyske Qcells. Solcelleanlæget er i første omgang opført med 41 MW i 2009. Siden hen er anlægget udvidet to gange i løbet af 2010, således at kapaciteten i dag er på 80,7 MW. Anlægget er i dag (2011) Tysklands største, men tidligere har anlægget været verdens største.